# Mayos
Mayo ou Yoreme é um grupo indígena no México, que vive nos estados do norte, no sul de Sonora, norte de Sinaloa e pequenos assentamentos em Durango.
O povo Mayo originalmente vivia perto dos vales do rio Mayo e do Rio Fuerte. Os Mayo se sustentam principalmente da agricultura e da pesca, mas também criam obras de arte e artesanato.

## Nome
Em sua própria língua, eles se chamam Yoreme. O termo Mayo significa "o povo da margem do rio" e vem do rio Mayo.

## Linguagem
A língua Mayo pertence ao ramo Cahita da família linguística uto-asteca. Está intimamente relacionado com o Yaqui e é falado por aproximadamente 40.000 pessoas (Censo Ethnologue 1995).

## Cultura

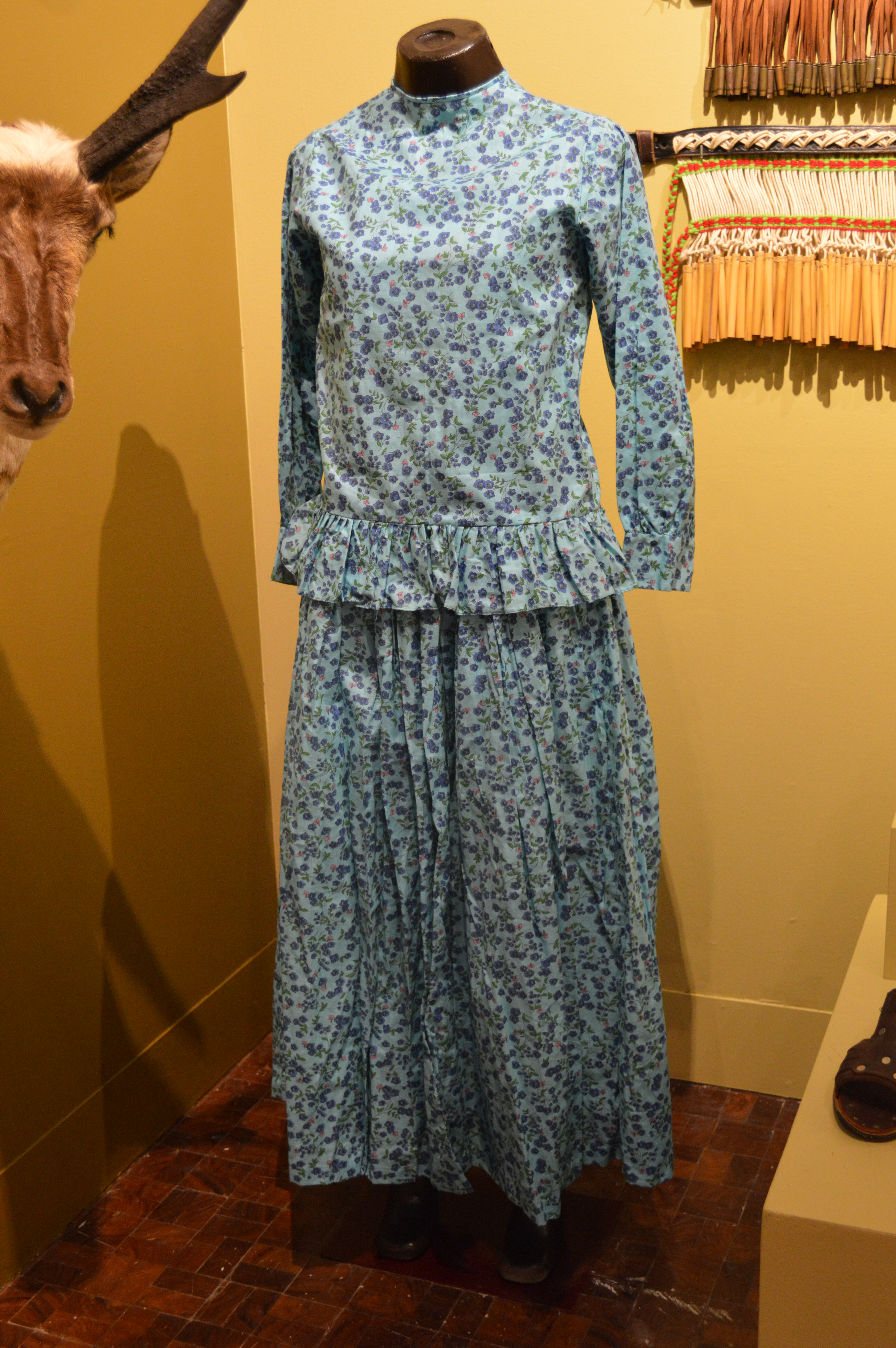
Vestido típico casual usado pelas mulheres Mayo, exibido no Museo de Arte Popular na Cidade do México.

Eles possuem autoridades tradicionais, que são eleitas por voto e sua hierarquia é respeitada a par das leis civis mexicanas.
Os primeiros habitantes desta região caçavam, pescavam e colhiam plantas. Eles gradualmente desenvolveram uma técnica agrícola que lhes permitiu se estabelecer em várias comunidades. Com a chegada dos espanhóis nos atuais estados de Sonora e Sinaloa, os Mayos faziam parte de uma confederação indígena com os Apaches, Pima e Yaqui. Seu objetivo era a defesa conjunta da invasão de outros grupos, o respeito mútuo ao seu território e o intercâmbio cultural.
Atualmente, a maioria dos Mayo trabalham com agricultura, muitas vezes com técnicas avançadas. Eles pescam e fazem artesanato para uso da comunidade. Eles constroem suas casas de adobe ou madeira, dependendo do clima e da localização.

## História
Os primeiros vestígios de assentamentos na região de Mayo datam do ano 180 no atual município de Huatabampo, em Sonora.
Em 1531, após a conquista do México pelos espanhóis, campanhas militares foram organizadas para subjugar a região de Mayo à coroa espanhola. No entanto, isso não foi alcançado até 1599, através da mediação de missionários jesuítas.
O jesuíta Pedro Méndez tentou evangelizar os Mayo. No entanto, os Mayos não deixaram de resistir aos espanhóis. Em 1740 marcou uma revolta armada, que terminou com a vitória novamente para os espanhóis, seguida de um período de paz durou quase um século.
Para 1867 os Mayos voltaram a pegar em armas com os Yaquis contra o governo do México. Eles alcançaram um acordo de paz após a Revolução Mexicana com a distribuição de terras como propriedade comunal. Os Mayo lutaram com os combatentes constitucionalistas de Alvaro Obregón durante a revolução.

## Festas
O principal festival Mayo acontece durante a Páscoa e retrata a paixão de Cristo. Outras festas celebravam São Francisco de Assis e a Virgem de Guadalupe .

## Bandeira Mayo
A bandeira de Mayo foi desenhada por um jovem de Sonora, cujo nome não é conhecido. Um cervo cercado de estrelas, chamado masochoquim ou "Cervo das estrelas" na cultura Cahita, está em um campo laranja, representando a terra.